# Khan Noonien Singh
Khan Noonien Singh, normalmente abreviado como Khan, es un villano ficticio en el universo Star Trek. De acuerdo con la historia explicada en la primera aparición del personaje, el episodio Semilla espacial (en inglés, Space seed) de la serie original, Khan es un superhumano, creado mediante eugenesia e ingeniería genética que, en su época, llegó a dominar más de un cuarto de la Tierra, hasta perder el poder durante las llamadas guerras eugénicas de la década de 1990. Tras ser revivido por la tripulación de la nave estelar USS Enterprise en 2267, Khan intenta capturar la nave, pero es vencido por el capitán James T. Kirk y exiliado en el planeta Ceti Alpha V, donde podría crear una nueva civilización con su pueblo genéticamente mejorado. El personaje regresó en la película de 1982 Star Trek II: La ira de Khan, situada quince años después del episodio original. En ella, Khan logra escapar de su exilio y busca a Kirk para vengarse. Khan fue interpretado, tanto en el episodio de televisión como en la película, por el actor Ricardo Montalbán.
Inicialmente concebido como un hombre brutal de ascendencia nórdica, reflejo de algunas de las características del concepto de «Übermensch» de Friedrich Nietzsche, Khan es representado como un hombre de ascendencia india, elegante y ambicioso, admirado por la tripulación del Enterprise, al mismo tiempo que se opone a sus planes. Harve Bennett, productor ejecutivo de Star Trek II, eligió al personaje como perfecto antagonista de Kirk en la película y le dotó de una vestimenta que parece fabricada a partir de trozos de otras para reflejar el tiempo transcurrido en un planeta inhóspito. Khan es un villano repetidamente imitado y fue positivamente recibido por crítica y público. La Online Film Critics Society le eligió como uno de los diez mayores villanos cinematográficos de todos los tiempos.

## Apariciones

### Space Seed

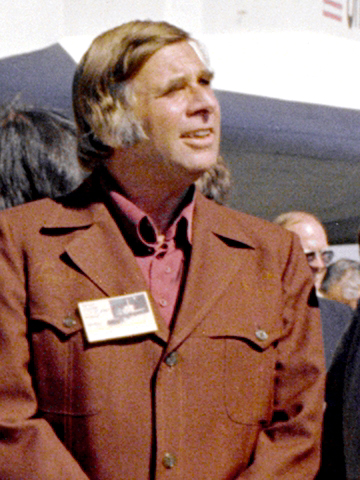
Gene Roddenberry, creador de Star Trek, en 1976.

Khan aparece por primera vez en el vigésimo segundo episodio de la serie original de Star Trek, titulado Space Seed y estrenado el 16 de febrero de 1967. De acuerdo con lo expuesto en el episodio, Khan es un hombre superior, genéticamente mejorado, uno de los muchos creados en el siglo XX para superar las limitaciones físicas y mentales del ser humano que tomaron el poder y lo perdieron durante las llamadas guerras eugénicas de la década de 1990. Khan fue tanto el más victorioso conquistador como el más benigno dictador, gobernando Asia occidental con mano firme y generalmente pacífica hasta que fue depuesto. Mientras que la mayoría de los superhombres fueron asesinados o condenados a muerte, Khan y 84 de sus sirvientes lograron escapar de la Tierra en la nave durmiente S.S. Botany Bay. Conservados mediante criogénesis en animación suspendida, la tripulación del Botany Bay es descubierta por la nave de la flota estelar USS Enterprise en 2267.
Cuando la cámara criogénica de Khan sufre una avería, el capitán del Enterprise, James T. Kirk (William Shatner), ordena que el antiguo dictador, del cual desconoce su verdadera identidad, sea transportado a su nave, donde se despierta y descubre que está en el siglo XXIII. Alojado en un espacioso camarote mientras el Botany Bay es remolcado a una base estelar, Khan fascina y seduce a la historiadora de la tripulación, Marla McGivers (Madlyn Rhue), al mismo tiempo que accede a la base de datos y manuales técnicos de la nave e idea cómo hacerse con el control de la misma para sus propios fines. McGivers acepta ayudar a Khan a revivir al resto de superhombres, permitiéndole organizar un motín. Para coaccionar a la tripulación del Enterprise, Khan encierra al capitán Kirk en la cámara de descompresión y amenaza con asesinarlo si la nave no se rinde. McGivers no puede soportarlo y libera a Kirk, que neutraliza a Khan y sus hombres usando gas neural. Khan logra escapar y desde la sección de ingeniería intenta que la nave se autodestruya, pero es vencido por Kirk. El capitán organiza después un juicio en el que sentencia a Khan y sus seguidores al exilio en un planeta no colonizado, Ceti Alpha V. Khan acepta el desafío de Kirk invocando la caída de Lucifer en El paraíso perdido de John Milton: «Es preferible gobernar en el infierno que servir en el cielo». McGivers se une finalmente a Khan para evitar una corte marcial. En la escena final del episodio, Spock (Leonard Nimoy) se pregunta qué habrá germinado en cien años de la «semilla» que Kirk acaba de plantar.

### Star Trek II: La ira de Khan
El personaje de Khan, interpretado brillantemente por Ricardo Montalbán, regresó en la película de 1982 Star Trek II: La ira de Khan, cuando los oficiales Clark Terrell y Pavel Chekov (Paul Winfield y Walter Koenig, respectivamente) del USS Reliant se transportan a lo que creen es Ceti Alpha VI, en busca de un mundo inhóspito en el que probar el dispositivo Génesis, una poderosa herramienta de terraformación. Khan y sus seguidores capturan a Terrell y Chekov, que pronto descubren que el planeta baldío que exploran es Ceti Alpha V. El sexto planeta del sistema explotó poco después de que Khan fuera abandonado, causando severas turbulencias climáticas en los planetas adyacentes y convirtiendo el quinto mundo en un desierto. Muchos de los supervivientes del grupo de Khan, incluyendo a McGivers, que se había convertido en su esposa, murieron a causa del único animal superviviente, el «gusano de Ceti». Cuando el Reliant llega al planeta, sólo veinte de los superhombres de Khan están vivos. Jurando vengarse de Kirk, Khan controla la voluntad de Chekov y Terrel usando parásitos que se implantan en sus cerebros, toma el control del Reliant y se dispone a capturar el dispositivo Génesis. El objetivo de Khan es castigar a Kirk con el exilio:

«I've done far worse than kill you, Admiral. I've hurt you. And I wish to go on hurting you. I shall leave you as you left me, as you left her; marooned for all eternity in the center of a dead planet... buried alive! Buried alive...! »
«He hecho algo mucho peor que matarle. Le he herido. Y deseo seguir hiriéndole. Le dejaré, como usted también me dejó, como usted dejó a mi esposa; abandonada para toda la eternidad en el centro de un planeta muerto... ¡Enterrada viva! ¡Enterrada viva!»
Khan, dirigiéndose a Kirk en La ira de Khan.

Engañados por Khan para ir a la estación espacial Regula I, la tripulación del Enterprise sufre un ataque sorpresa del antiguo dictador. Kirk, con su nave parcialmente inoperante, engaña a Khan usando un código secreto para bajar de forma remota los escudos del Reliant y así poder atacarles, forzando la retirada del villano para reparar su nave. Mediante el control mental que ejerce sobre Terrell y Chekov, Khan captura el dispositivo Génesis y deja abandonado a Kirk en Regula I. Sin embargo, Spock logra engañarlo haciéndole creer que el Enterprise está desahuciado, por lo que Kirk y el resto de la tripulación pueden huir a la cercana nebulosa de Mutara. Sintiéndose desafiado, Khan ordena al Reliant perseguir a la nave a través de la nebulosa, donde los escudos y sensores son inútiles. Debido a la inexperiencia del dictador en el combate espacial, el Enterprise logra dañar al Reliant y matar a los seguidores de Khan, que no acepta la derrota y activa el Génesis con el objetivo de matar a su enemigo, aún a costa de su propia vida. Sin embargo, la nave de la flota estelar logra escapar cuando Spock, en un acto de autosacrificio, repara el motor de curvatura del Enterprise y permite que escape. Las últimas palabras de Khan son una paráfrasis del capitán Ahab de Moby-Dick:

«From Hell's heart, I stab at thee!
 For hate's sake, I spit my last breath at thee!»
«¡Desde el corazón del infierno, yo te apuñalo!
 ¡Con todo el odio, te escupo mi último aliento!»
Khan en La ira de Khan.

### Star Trek: en la oscuridad
El personaje de Khan también aparece como el principal antagonista en la película de 2013 Star Trek: en la oscuridad, interpretado por Benedict Cumberbatch. Esta película, continuación de Star Trek (2009), se sitúa en una línea de tiempo alternativa, donde el origen de Khan sigue siendo el mismo, pero la S.S. Botany Bay es encontrada, en lugar de por la tripulación del USS Enterprise, por el almirante de la flota Alexander Marcus. Este, temiendo una guerra inminente con los klingons, mantiene a la tripulación de Khan en criogénesis como rehenes y obliga al antiguo dictador a desarrollar nuevas armas y naves para la Flota Estelar, dentro de la Sección 31, bajo la identidad falsa de John Harrison. De acuerdo con una serie de cómics publicados después de la película del 2013, la radicalmente diferente apariencia física de Kahn, quien luce ahora como un individuo caucásico de tez blanca y ojos claros, es debida a que el almirante Marcus ordenó un avanzado procedimiento extensivo de cirugía estética en Khan para ocultar su verdadera apariencia.
Khan logra rebelarse y vuela un centro de investigación de la Flota Estelar en Londres, sabiendo que esto obligaría a una reunión de alto nivel a la que asistirían los capitanes y primeros oficiales de las naves cercanas y el propio almirante Marcus. Durante la reunión, Khan ataca el cuartel general de la Flota Estelar de la Federación de Planetas Unidos, en San Francisco, con un pequeño transbordador, asesinando a muchos oficiales, incluyendo al almirante Christopher Pike, para transportarse después al mundo klingon, Qo'noS. Marcus ordena a James T. Kirk eliminar a Khan haciendo uso de 72 torpedos experimentales, pero Kirk contradice sus órdenes e intenta capturarlo vivo.
El equipo de asalto, compuesto por él mismo, Spock y Nyota Uhura, es interceptado por los klingons. Hikaru Sulu, al mando temporal del USS Enterprise, ordena a Khan rendirse o ser atacado con los nuevos torpedos. Khan deduce rápidamente que los torpedos contienen a sus compañeros en suspensión criogénica y logra liberar al equipo de Kirk de los klingon. Al confirmar con Kirk el número de torpedos, Khan se rinde inmediatamente. Una vez bajo custodia, Khan revela su verdadera identidad y el engaño del almirante Marcus.
Poco después, Marcus llega en el USS Vengeance, nave proyectada para la guerra por el propio Khan. Kirk se alía con Khan, en un intento de capturar a Marcus y de rescatar a la hija del almirante, Carol. Una vez que se toman con éxito el control del puente de mando de la nave, Khan mata al almirante Marcus aplastando su cráneo con sus manos, rompe la pierna de Carol, y negocia con Spock el transporte de su tripulación original al USS Vengeance. A cambio de liberar a Kirk y Montgomery Scott, Spock se compromete a transportar los torpedos. Después de completar el intercambio, Khan intenta destruir el USS Enterprise, pero Spock, que previamente había separado a los compañeros de Khan de los torpedos y activado las ojivas, detona los mismos y logra paralizar la nave de Kahn, que no puede mantener la órbita y comienza a caer en picado hacia la Tierra. En una escena paralela a la muerte de Spock en Star Trek II: La ira de Khan, Kirk se sacrifica para reparar el daño de la nave y es Spock el que grita el nombre de Khan.
Khan dirige deliberadamente al USS Vengeance hacia San Francisco y escapa ileso de la devastación producida por el choque. Spock se transporta a la superficie para enfrentarse a él y logra vencerle con la ayuda de Uhura, con el objetivo de transportarle de nuevo al USS Enterprise, pues la sangre genéticamente mejorada de Khan puede ayudar a revivir a Kirk. El tratamiento tiene éxito, y Khan es puesto de nuevo en sueño criogénico junto con su tripulación en un hangar seguro de la Flota Estelar.

### Descendientes
Sobre la posibilidad de que Khan tenga descendientes nunca ha sido explicada ni mencionada en las películas, pero si se ve en las producciones de fanes o fanfilms, como por ejemplo, Star Trek: Los Renegados aparece la hija biológica que se llama Lexxa y dirige un grupo de marginados y criminales que se llaman los renegados así como se llama el título.

### Novelas

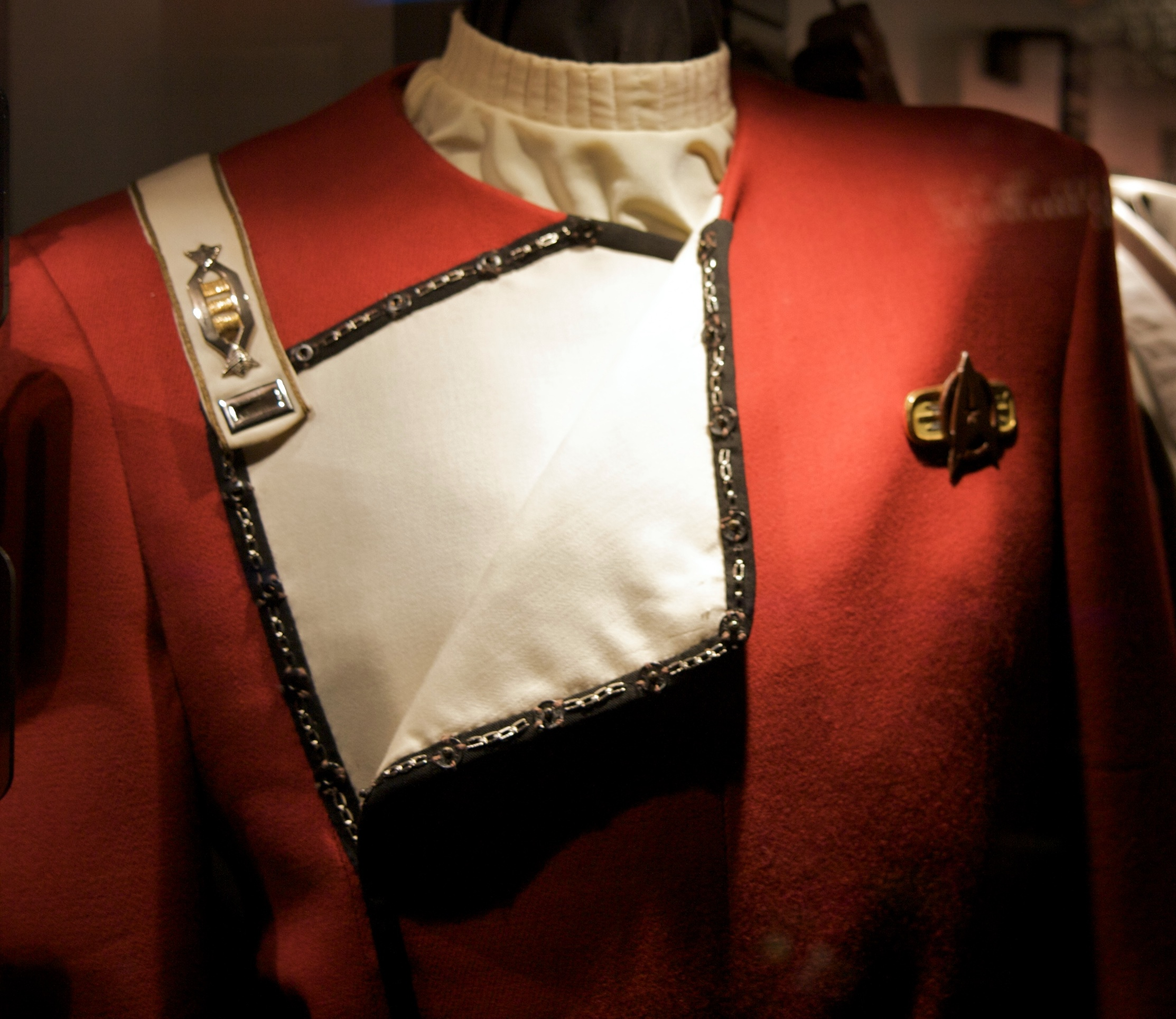
Uno de los uniformes usados en La ira de Khan, que el villano usa como abrigo.

El autor estadounidense Greg Cox ha escrito tres novelas de Star Trek en las que aparece Khan, publicadas bajo licencia por Pocket Books, pero cuyas historias no se consideran pertenecientes al canon de Star Trek. En los dos volúmenes de The Eugenics Wars: The Rise and Fall of Khan Noonien Singh se narran los experimentos científicos que llevan al nacimiento de Khan, su ascenso al poder y su exilio en el Botany Bay gracias a la acción de Gary Seven para evitar sus maquinaciones en la Tierra. La continuación de la historia, To Reign in Hell: The Exile of Khan Noonien Singh, se publicó en 2005 y relata las aventuras de Khan y su ejército de superhombres en Ceti Alpha V hasta los eventos desarrollados en La ira de Khan. Esta última parte fue adaptada en forma de historieta con el título Khan: Ruling in Hell en 2010.
En la primera novela se narra cómo un grupo de científicos especializados en ingeniería genética crean en algún lugar del Subcontinente Indio el «proyecto Crysalis» para crear seres humanos mejorados, de los cuales Khan sería el ejemplo más perfecto. Este habría nacido en 1970, siendo su madre la propia directora del proyecto, Sarina Kaur. Según uno de los científicos del proyecto, el axioma de la vida de Khan sería que «una habilidad superior alimenta una ambición superior». En la segunda novela, situada en 1992, un grupo de humanos genéticamente mejorados, incluyendo a Khan, asumen simultáneamente el control de más de 40 naciones de la Tierra. Hasta 1996, Khan gobierna más de un cuarto de la población terrestre, desde Asia hasta Oriente Medio, un área comparable al Imperio mongol de Gengis Kan. Es considerado un dictador benigno, cuya influencia evita guerras civiles y masacres, pero pronto entra en guerra contra otros tiranos en las llamadas guerras eugénicas. Derrotados finalmente, Khan y 84 de sus seguidores, que le han jurado lealtad eterna, escapan asaltando una nave durmiente interplanetaria de clase DY-100, la SS Botany Bay. La tercera novela se centra en la caída hacia la locura de Khan, sobre todo tras la pérdida de su esposa, la teniente Marla McGivers, del Enterprise, tras la distorsión orbital que sufre el planeta Ceti Alpha V.

### Otras apariciones
El personaje de Khan y todo lo que implica aparece en el contexto de otros episodios, cómics y novelas de la saga de Star Trek. Por ejemplo, en el episodio A Matter of Time de la serie La nueva generación, el capitán Jean-Luc Picard comenta que violar la primera directriz puede provocar la creación del «próximo Adolf Hitler o Khan Singh», cuestión planteada «a todos los estudiantes de primer año de filosofía desde que los primeros agujeros de gusano fueron descubiertos». La tiranía de Khan y las guerras eugénicas provocan que en toda la Federación Unida de Planetas esté prohibida la manipulación genética de embriones humanos, pero existe un mercado negro que permite resecuenciar el ADN, del que se benefician personajes como el Dr. Julian Bashir, uno de los protagonistas de Espacio profundo nueve. En palabras del almirante Bennett, que trata el caso positivo de Bashir, «por cada Julian Bashir que pueda ser creado, hay un Khan Singh aguardando en el extremo».
En 2004, la franquicia Star Trek recuperó parte del arco argumental de Khan en la serie Star Trek: Enterprise. En los episodios Borderland, Cold Station 12 y The Augments, un científico del siglo XXII, Arik Soong, revive varios embriones genéticamente mejorados procedentes de la era de Khan y crea así una nueva raza humana, denominada «intensificados» («augments»). El productor de la serie, Manny Coto, describió a estos niños como «mini Khan Noonien Singhs». Uno de los descendientes de Soong, Noonian Soong, llamado así por su admiración por Khan, es el inventor de los androides Data, B-4 y Lore.
El escritor y guionista británico James Swallow escribió un relato corto con una historia alternativa de Khan, titulado Seeds of Dissent, para la antología Myriad Universes: Infinity's Prism, publicada en 2008; en este, Khan, tras vencer en las guerras eugénicas y conquistar Estados Unidos, inaugura un imperio interestelar, se enfrenta a los romulanos y muere a la edad de 213 años. No obstante, logra trasplantar su memoria y personalidad a un ordenador, gobernando así su imperio eternamente.

## Diseño y análisis

### Origen
En el guion original del episodio Space Seed, escrito por Carey Wilber, el personaje de Khan era un superhombre de origen nórdico llamado Harold Erricsen. El primer borrador del guion presentó al personaje como John Ericssen, uno de los dictadores causantes de la «Primera Tiranía Mundial», en la que tomó el nombre de Ragnar Thorwald. Thorwald era un personaje más brutal que Khan en la versión final, en la que usaba armas de partículas para asesinar a sus guardias. Sin embargo, en el borrador final Khan es de ascendencia india. A pesar de eso, el personaje tiene acento hispánico y su apariencia física es bien diferente de la de la mayoría de los personajes de Star Trek.
El propio nombre del personaje, Khan Noonien Singh, fue finalmente elegido por Gene Roddenberry como homenaje a uno de sus compañeros en la Segunda Guerra Mundial, Kim Noonien Singh, con la esperanza de volver a contactar con él. El cambio del nombre de pila añade el título Kan, que en varias lenguas asiáticas significa «grande» y se aplica a los grandes príncipes y jefes. En la novelización del episodio Space Seed, escrita por James Blish, se le añade el nombre de Sibahl, pero este nombre no ha sido usado en ninguna otra ocasión.
En el episodio, Khan es presentado como un hombre agraciado: es elegante, sonriente, valiente y generoso. No se siente amenazado por el éxito de los demás y potencia su autoestima. También es ambicioso, buscador de un desafío que iguale sus habilidades. Esta ambición, sin embargo, no tiene ninguna consideración con los derechos de los demás. El autor Paul Cantor afirma que Khan es una imagen especular de Kirk, con el que comparte su agresividad, ambición y seducción, pero poseyéndolas en un grado mucho mayor. A lo largo del episodio, muchos personajes expresan su admiración por Khan, pero al mismo tiempo se oponen a sus planes y a lo que se propone.

### Venganza

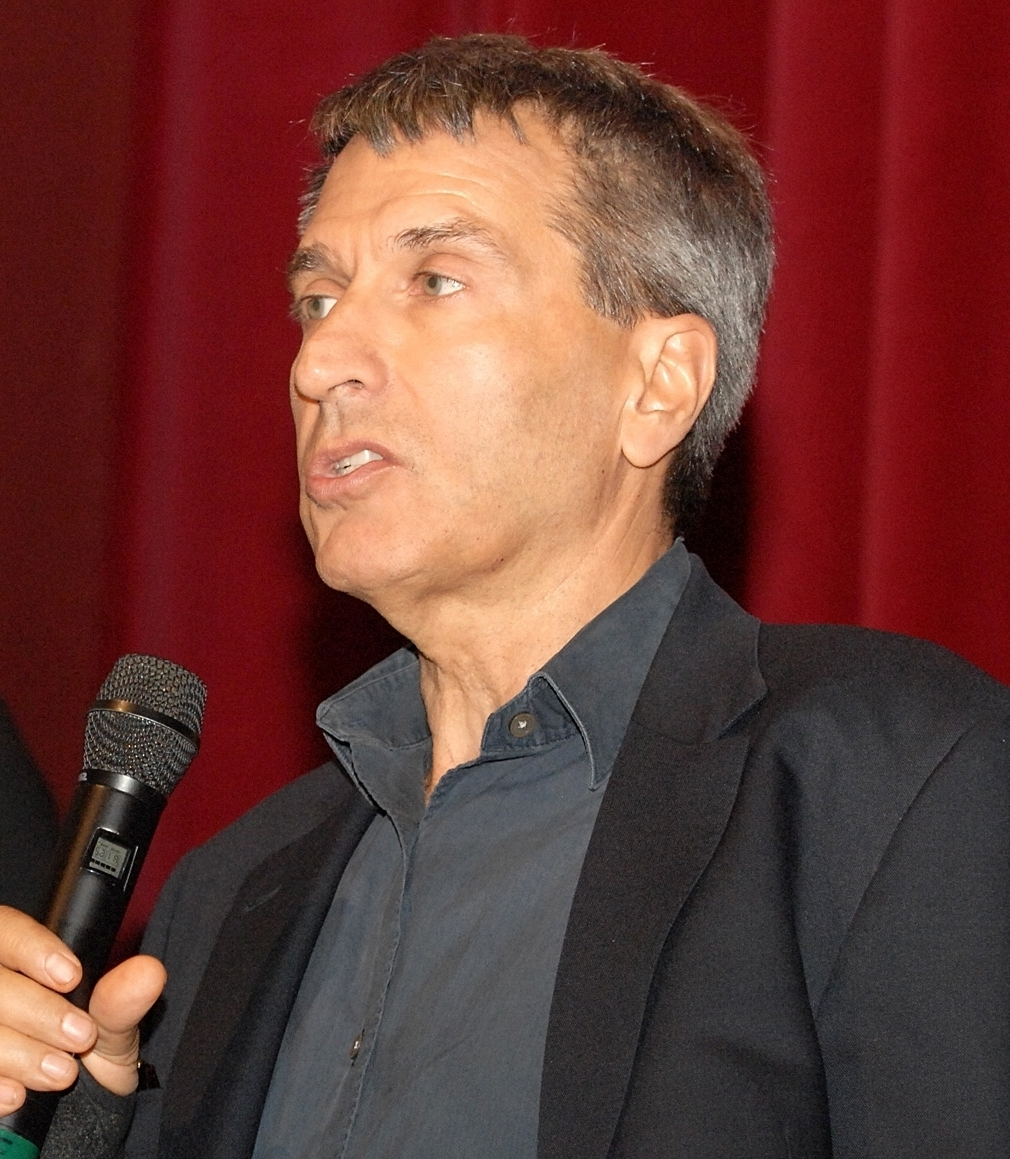
Nicholas Meyer, director de La ira de Khan.

Tras la decepcionante respuesta a la primera película de la saga Star Trek, The Motion Picture, los ejecutivos de la productora Paramount pidieron a Harve Bennett, un productor televisivo que nunca había visto la serie original de Star Trek, que produjera la secuela. Bennett vio todos los episodios originales y escogió a Khan como posible villano de la película. Los primeros borradores del guion mostraban a Khan como el tirano en la sombra de un planeta en revolución. Posteriormente se añadió el «dispositivo Génesis», que Khan ambicionaría.
El diseñador de vestuario Robert Fletcher quiso enfatizar los efectos del duro ambiente de Ceti Alpha V en Khan y sus seguidores: «mi intención con Khan era expresar el hecho de que habían sido exiliados en un planeta sin ninguna infraestructura técnica, así que tenían que 'canibalizar' de la nave todo lo que usaban o vestían. Así, intenté hacerles parecer como si se hubieran vestido con las piezas de tapicería y equipamiento eléctrico que componían la nave». El director Nicholas Meyer pidió a Montalbán que siempre llevase puesto el guante derecho para ofrecer a los espectadores un misterio en el que pudieran formarse su propia opinión y, así, añadir intriga al personaje. Se ha cuestionado en numerosas ocasiones si Montalbán llevaba alguna prótesis en el pecho durante la película, ya que su vestido estaba diseñado a propósito para mostrarlo. Meyer responde en el comentario a la película que el actor, que tenía 61 años durante el rodaje, era «un tipo fuerte» y que no fue necesario aplicarle ninguna prótesis.
Gene Roddenberry, creador de Star Trek que criticó numerosos aspectos de la película, comentó que «Khan no había sido diseñado como un personaje tan excitante, sino que era algo más endeble. El Khan del episodio televisivo tenía un carácter mucho más profundo y bondadoso que el de la película, pero Montalbán logró librarse de él».
En ningún momento de La ira de Khan Kirk y Khan se enfrentan cara a cara: siempre se comunican a través de pantallas o radio. Esto se debe en parte a que el escenario del Reliant era un decorado reutilizado a partir del puente de mando del Enterprise y las escenas de ambos actores se filmaron con cuatro meses de diferencia. De hecho, Ricardo Montalbán recitó sus diálogos frente a una supervisor de guion, no frente a William Shatner: «tuve que decir mis palabras con la chica del guion que, como podrás imaginar, no sonaba como Bill [Shatner]».
Durante la promoción de la película, Montalbán afirmó que se dio cuenta pronto en su carrera de que un buen villano no se ve a sí mismo como malvado. El villano puede hacer muchas cosas malvadas, pero siente que lo hace por buenas razones. El actor también comentó que siempre buscaba encontrar un fallo en el personaje, puesto que nadie es completamente bueno o completamente malo; mientras que Khan tiene una visión de la realidad ciertamente distorsionada y, por lo tanto, realiza acciones malvadas, aun así sigue pensando que su venganza es una causa noble, puesto que responde a la muerte de su esposa.

## Paralelismos

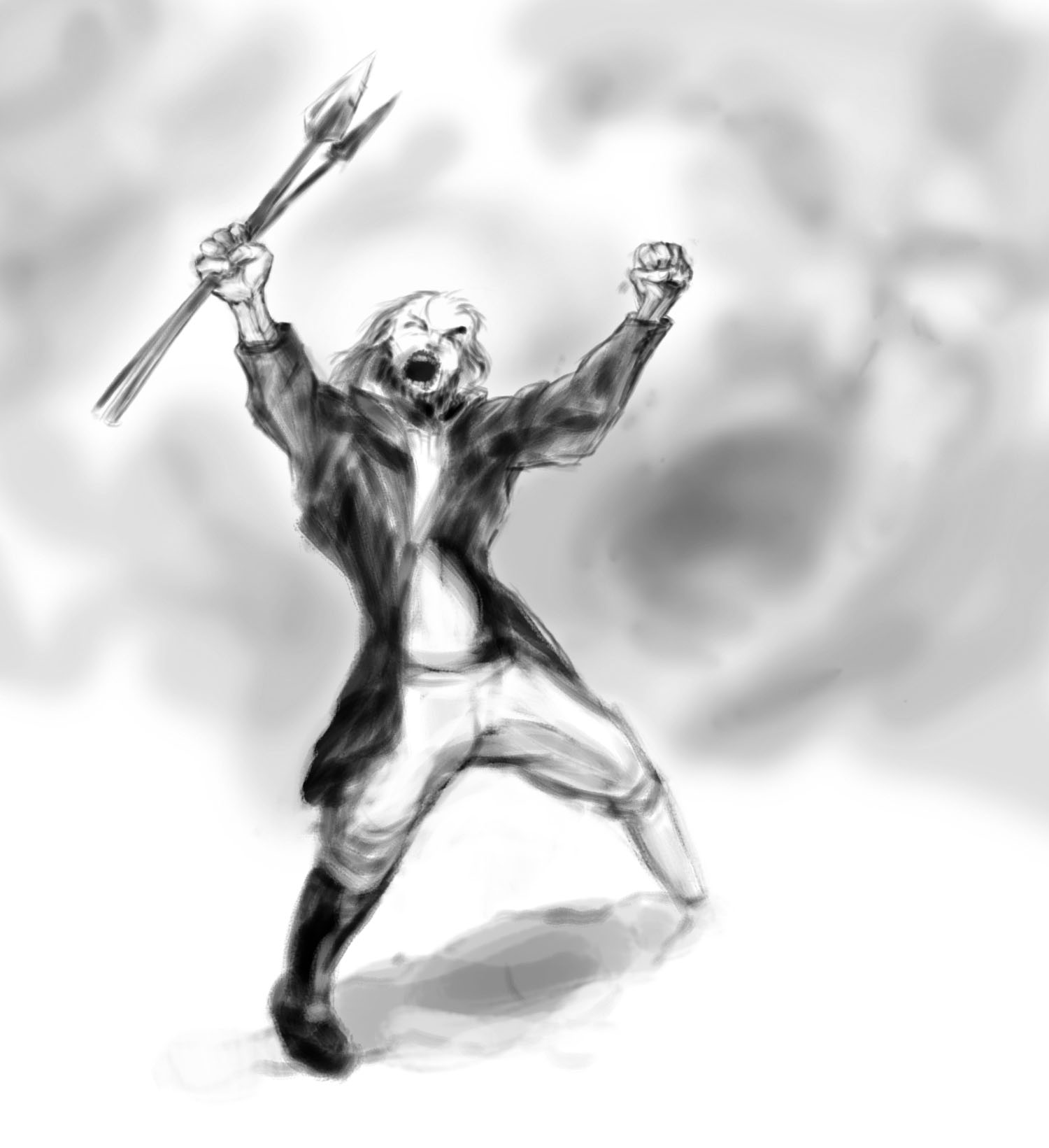
El personaje de Khan muestra numerosos paralelismos con el capitán Ahab, de Moby-Dick, aquí representado.

Khan cita y refleja al personaje del capitán Ahab de Moby-Dick en varias ocasiones durante la película, llevando su rencor hasta el extremo para hacer pagar a Kirk por el mal que le infligió, un paralelismo que también ha sido reseñado en varias publicaciones literarias. Según la profesora de la Universidad del Norte de Colorado Jane Wall Hinds, Kirk representa tanto a Ishmael como a la propia ballena, mientras que Khan muestra una obsesión que le lleva a desoír los consejos juiciosos de su tripulación, llevándoles finalmente a la muerte en su vano intento de destruir a Kirk:

«He tasks me! He tasks me, and I shall have him! I'll chase him round the Moons of Nibia, and round the Antares Maelstrom, and round perdition's flames before I give him up!»
«Le odio. Le odio y le haré mi prisionero. Le perseguiré a través de las lunas de Nibia, alrededor de los Antares [sic] y a través de las llamas de perdición y nunca me daré por vencido hasta que le encuentre.»
Khan en La ira de Khan.

Según Nicholas Meyer, la inspiración de la venganza de Khan se encuentra también en otras obras clásicas como El paraíso perdido y El rey Lear:

«I started thinking, 'What books does a superman take with him into exile?' At one point, Khan says, 'On Earth I was a prince,' and certainly he's a fallen angel, so I picked all the books that were Lucifer-related – fallen angel – whether it was 'Moby Dick' or 'Paradise Lost' or 'King Lear', and began to build from there. I thought, 'He's probably been obsessively reading these books again and again until every word out of his mouth has been written by Shakespeare or Milton.' Actually, Melville was the one who finally took over; he just becomes completely Ahab».
«Comencé a pensar: "¿qué libros se llevaría al exilio un superhombre?" En un momento dado, Khan dice: "En la Tierra yo era un príncipe" y ciertamente es un ángel caído, así que escogí todos los libros que tuvieran que ver con Lucifer, el ángel caído, fuera Moby Dick, El Paraíso perdido o El Rey Lear y empecé a construir desde ahí. Pensé: "probablemente haya estado leyendo obsesivamente estos libros una y otra vez hasta que cada palabra que saliera de su boca hubiera sido escrita por Shakespeare o Milton". En realidad, Melville fue el que finalmente ganó: se convirtió completamente en Ahab».
Nicholas Meyer, Comentario del director.

### Como hombre superior
De forma superficial, se ha considerado que Khan comparte algunas semejanzas con el concepto de «Übermensch» (superhombre) de Friedrich Nietzsche. Es mental y físicamente superior a cualquier ser humano, además de mostrar un raciocinio amoral. El profesor William J. Devlin y Shai Biderman examinaron en su obra, Star Trek and Philosophy: The Wrath of Kant, el personaje de Khan comparándolo con el concepto de Nietzsche y concluyeron que el ciego empeño del personaje por la venganza está en contra del ideal de trascendencia y autocreación de una vida plena de sentido del término filosófico. En cambio, el autosacrificio de Spock en La ira de Khan es un mejor ejemplo de «Übermensch».

## Recepción y legado

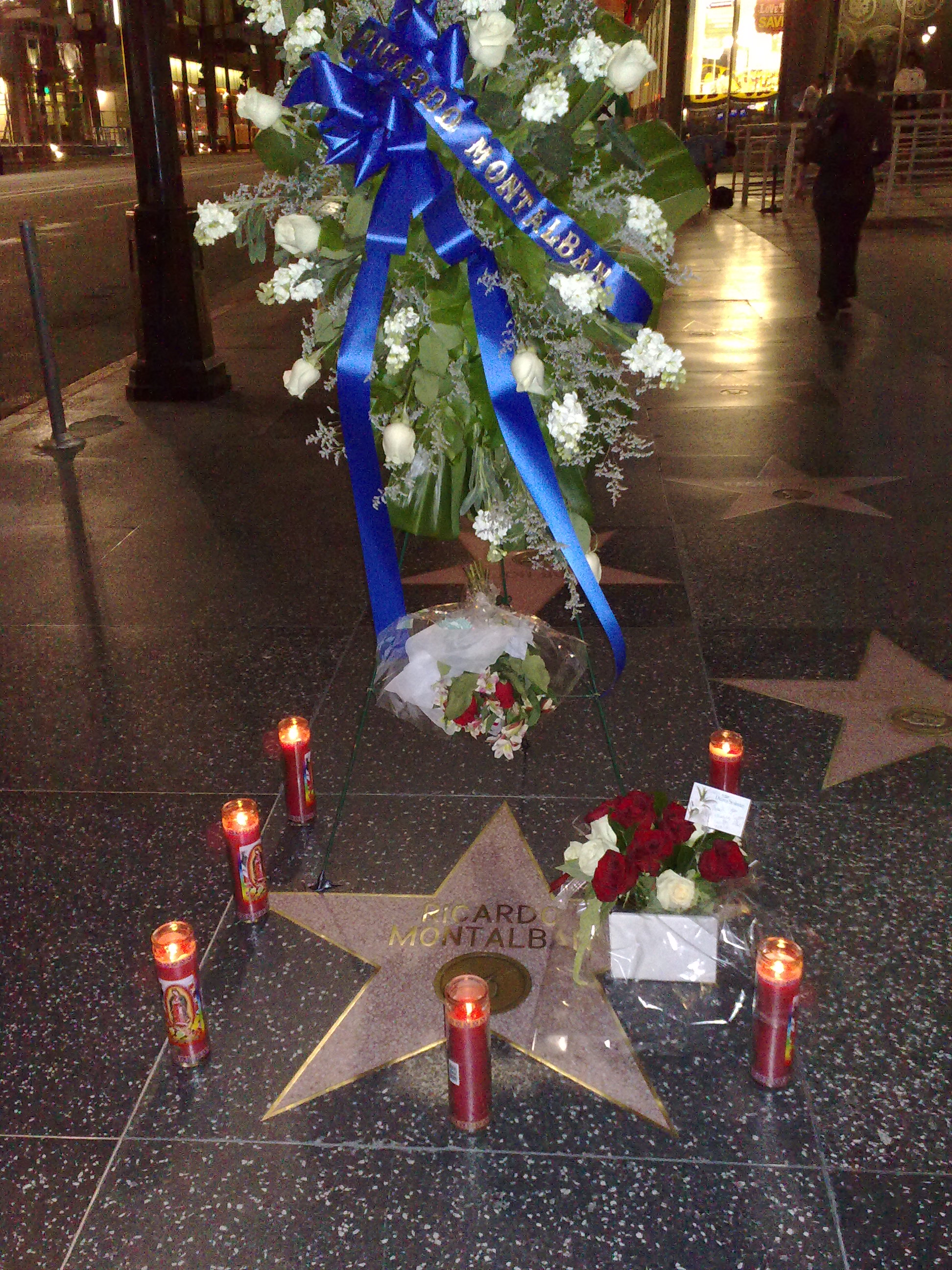
Estrella de Ricardo Montalbán en el Paseo de la Fama de Hollywood.

El personaje de Khan fue recibido favorablemente por la crítica. En una revisión de todas las películas de la saga Star Trek, Associated Press destacó que las películas podían ser clasificadas en función de cuán amenazante fuera el enemigo y Khan era el mejor de la serie. Una crítica de 2002 sobre la saga calificó a Khan como el mayor enemigo visto en cualquiera de las películas. El productor de Star Trek, Rick Berman, llamó al villano «amenazante y memorable». Críticos de La ira de Khan, como Roger Ebert, señalaron a Khan como uno de los mejores aspectos de la película.
El crítico Christopher Null comenta que «es casi palabra revelada ahora entre los trekkies que Star Trek II: La ira de Khan es la mejor sin discusión de la serie y que nunca encontrará su igual», además de llamar a Khan «el mejor papel en la carrera [de Montalbán]». A pesar de sentir que el enemigo de Star Trek: The Motion Picture, V'ger, era más cerebral y misterioso, el autor James Iaccino señala que muchos aficionados prefieren la lucha arquetípica del bien contra el mal que representa el enfrentamiento entre Kirk y Khan. Los villanos de las siguientes películas de Star Trek han sido clasificados en función de Khan, llegando a que incluso la productora Paramount prometiera a los aficionados que el villano de Star Trek Generations sería al menos igual al superhombre. IGN consideró a Khan el mejor villano de Star Trek, destacando que abrió el camino para todos los enemigos buscadores de venganza de la serie: décadas después del estreno de la película, «incluso aquellos con un mínimo interés [en la saga] conocen su nombre».
Khan es también reconocido como un gran villano fuera de la serie Star Trek. Associated Press lo considera «uno de los grandes villanos de la ciencia-ficción». En 2002, los 132 miembros de la Online Film Critics Society votaron a Khan como uno de los diez grandes villanos cinematográficos de todos los tiempos, siendo el único personaje de Star Trek que aparece en la lista. También Emmy Magazine votó en 2006 a Khan como el «personaje de televisión más fantástico», superando a otros personajes clásicos como El Doctor de Doctor Who y el comandante Adama, de Battlestar Galactica. Los editores llegaron a escribir que «Khan era tan interesante que nos habríamos comprado un Chrysler Cordoba si nos lo hubiera dicho», refiriéndose a una campaña publicitaria en la que Montalbán anunciaba un Chrysler. El personaje también ha tenido cierto impacto cultural fuera del universo Star Trek. Por ejemplo, el fragmento de La ira de Khan en el que Kirk grita «¡Khaaan!» ha sido citado en series como The Big Bang Theory y utilizado con fines humorísticos en sitios web como YTMND y en series como Robot Chicken.
Tras el éxito en taquilla de la película Star Trek XI, de J. J. Abrams, y el anuncio de que Chris Pine y Zachary Quinto aceptarían aparecer en dos secuelas, circularon varios rumores en Internet acerca del argumento de la segunda película. Abrams comentó que, gracias a la línea del tiempo alternativa creada en la película, reintroducir a Khan era una posibilidad. En una entrevista en la MTV, afirmó que «[Khan y Kirk] existen y aunque su historia no sea exactamente la que es familiar para la gente, puedo defender que el carácter de una persona es lo que es». Así, para Abrams, Khan puede ser tanto justo como malvado, incluso si Kirk nunca lo exilia en Ceti Alpha V, puesto que, para el director, «ciertas personas están destinadas a cruzar sus caminos (...) y Khan está ahí fuera, incluso si no hace lo mismo».